# Васильев, Геннадий Борисович
Генна́дий Бори́сович Васи́льев (8 августа 1944 — 31 октября 2021) — советский и российский военачальник, военный лётчик. Командующий Московским округом ВВС и ПВО (1998—2002), генерал-полковник (2000). Заслуженный военный лётчик СССР (1986), военный лётчик 1-го класса, лауреат Премии Правительства Российской Федерации (2012).

## Биография
Родился 8 августа 1944 года в Петропавловске Казахской ССР.
Окончил Куйбышевское Суворовское военное училище, в 1967 году окончил Качинское высшее военное авиационное училище лётчиков имени А. Ф. Мясникова. По окончании училища направлен в авиацию ПВО. Служил на лётных должностях от старшего лётчика до командира эскадрильи.
В 1978 году подполковник Васильев окончил Военно-воздушную академию имени Ю. А. Гагарина и был назначен заместителем командира 401-й истребительного авиационного полка ПВО в Смоленск. В 1979 году назначен командиром 415-го истребительного авиационного полка ПВО в Туношну. Служил на лётных должностях от заместителя до командира полка, занимал должность заместителя командира корпуса ПВО, затем — заместителя командующего отдельной армией ПВО по авиации.
В 1988 году окончил Военную академию Генерального штаба Вооружённых Сил имени К. Е. Ворошилова. С 1988 г. — командир корпуса ПВО, в дальнейшем — первый заместитель командующего, командующий 10-й отдельной армией ПВО с декабря 1992 года по декабрь 1994 года, командующий 6-й отдельной армией ПВО с декабря 1994 года по июль 1998 года.
В 1998 году назначен на должность командующего Московским округом ВВС и ПВО. В 2002 году ввиду разногласий с проводимыми мероприятиями по реформе Вооружённых Сил вышел в отставку.
Освоил 12 типов истребителей: МиГ-17, Су-9,Су-15, МиГ-25, МиГ-23, МиГ-31, имеет общий налет около 2500 часов.
После отставки выполнял обязанности статс-секретаря — заместителя председателя Государственной технической комиссии при Президенте РФ. Является председателем Президиума Объединенного Совета «Союз ветеранов Войск ПВО».
Скончался 31 октября 2021 года в Москве от тяжёлой формы коронавируса. 8 октября в тяжелом состоянии попал в госпиталь. 22 октября врачи ввели его в искусственную кому, в которой он находился до последних минут. За это время от коронавируса скончалась жена генерала Васильева, о чём он так и не узнал. Похоронен на Федеральном военном мемориальном кладбище.

## Награды
- Орден «За военные заслуги»
- Орден «За службу Родине в Вооружённых Силах СССР» III степени
- Медаль «За воинскую доблесть. В ознаменование 100-летия со дня рождения Владимира Ильича Ленина»
- Медаль «30 лет Победы в Великой Отечественной войне 1941—1945 г.г.»
- Медаль «40 лет Победы в Великой Отечественной войне 1941—1945 гг..»
- Медаль «50 лет Вооружённых Сил СССР»
- Медаль «60 лет Вооружённых Сил СССР»
- Медаль «70 лет Вооружённых Сил СССР»
- Медаль «За безупречную службу» I, II и III степени
- Медаль «100 лет Военно-воздушным силам»
- Почётное звание «Заслуженный военный лётчик СССР» (15 августа 1986)[5]
- Классная квалификация «Военный лётчик 1 класса»
- Премия Правительства Российской Федерации за значительный вклад в развитие Военно-воздушных сил (17 декабря 2012) — за организацию и руководство строительством и развитием Военно-воздушных сил на соответствующих командных должностях[6]